# 大街

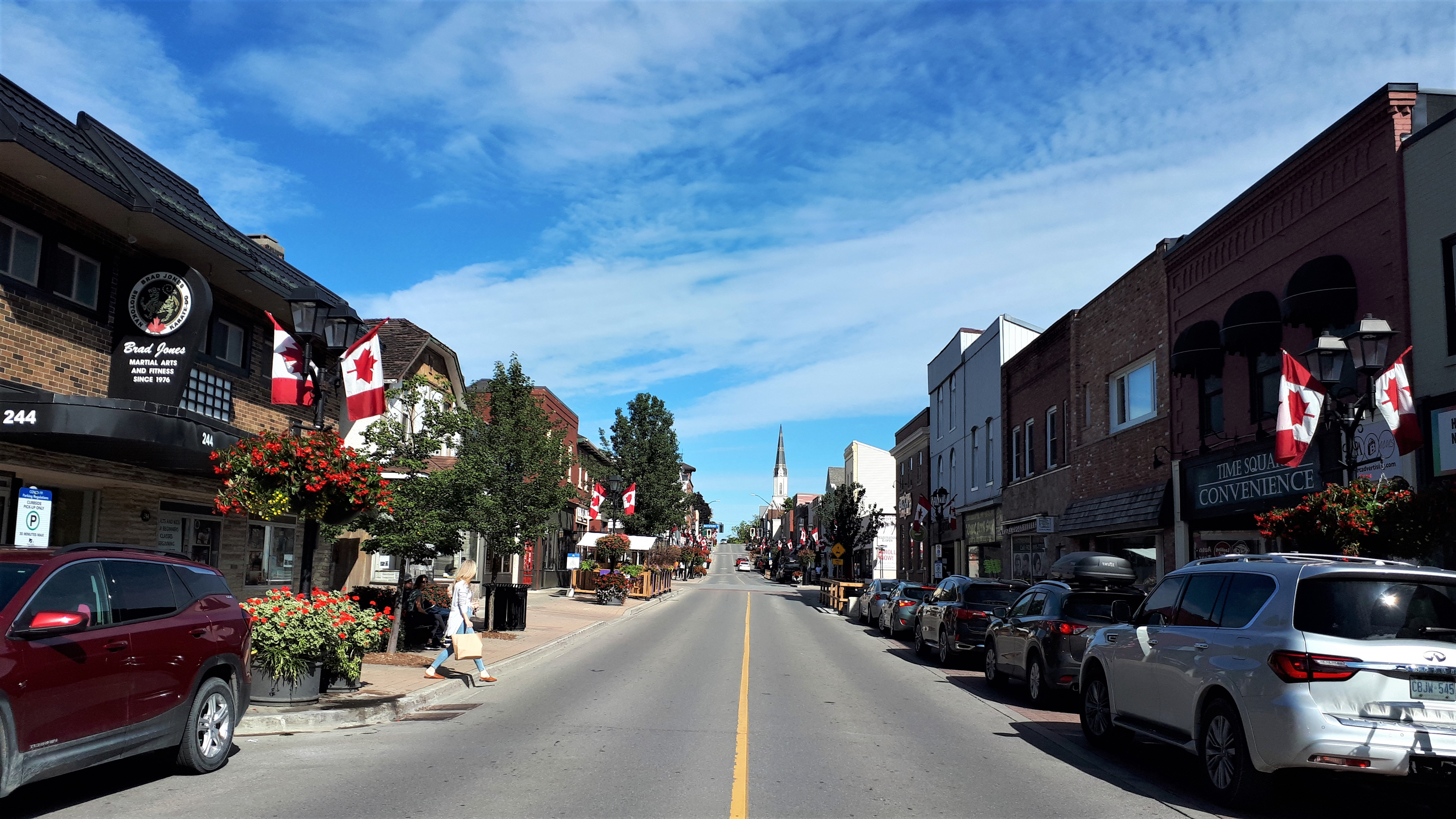
加拿大安大略省纽马克特的大街

大街或大马路是指城镇中心的主要街道，是商业集中点，一般是城镇中商店、百貨店、専門店、飲食店等商業施設最集中的地方，也是人潮集中点。较小的城镇一般只有一条大街，较大的城镇可能有几条大街。部分大街亦稱大道。
日语里，大街称为「大通」（大通り），商業集中者則稱“繁華街”。韓國都市內的大街稱作「大路」（대로）。

## 命名
各國市中心的主要街道或廣場常會有同樣的名稱，通常是用當地語言中表示「主要」或「大」的詞來命名，有些地方會因政治因素用其他詞彙。

### 中文地區
在臺灣，各鄉鎮最主要的一條路通常被取名為中正路或中山路。市區道路層級的安排，通常是「路＞街＞巷＞弄＞衖」近年又有凌駕於「路」之上的「大道」通常是以道路寬度做為依據。
在中國大陸常用名稱為大馬路，還有許多城市有人民廣場。

### 英語系國家
最常見的街道名為主街（Main Street，北美居多）、高街（High Street，英國為主）、主路（Main Road，常見於南非）。

### 西語區
在西班牙，市中心常被稱為主街（Calle Mayor）或主廣場（Plaza Mayor）。在拉丁美洲，最常見的名稱是武裝廣場（Plaza de Armas）。

### 北歐
常稱為大街（瑞典語Storgatan、挪威語Storgaten、丹麥語Storgata）。在芬蘭，稱為主街（valtakatu）。

### 其他
- 法語：在法國和加拿大法語區，通常稱為主街（rue principale）。
- 義大利：羅馬路（Via Roma），為1939年墨索里尼下令更改的。另外許多連接兩個廣場的道路稱為科爾索大道（Via del Corso）或類似名稱。
- 德國：主街（Hauptstraße）或村街（Dorfstraße）。
- 馬來西亞：惹兰勿刹（Jalan Besar）意為「大街」。

## 中国各地的著名“大街”和“大马路”
- 平遥古城保留了东大街、南大街、西大街、北大街四条大街。
- 上海南京东路旧称“大马路”，一直是上海英租界地区的商业中心。金陵東路舊稱“法租界大馬路”，是上海法租界地區的商業中心，以南洋式的騎樓著稱。
- 北京旧城中有数条大街连接各城门，其中著名的商业中心包括前门大街、东直门内大街等，其他知名大街包括王府井大街等。
- 哈尔滨的中央大街是主要商业街之一。

## 英语国家的著名“大街”
- 英国牛津的“高街”（High Street）是城里的主要街道之一和商业中心之一
- 澳大利亚悉尼的乔治街原为“高街”（High Street），至今仍是悉尼的商业中心

## 日本各地“繁华街”及其土地价值
- 札幌
  - 札幌、大通站周邊 - 3983億圓
- 東京[1]
  - 上野站、御徒町站周邊 -3124億圓（百貨店營業額609億圓）
  - 東京站周邊 - 1825億圓（百貨店營業額525億圓）
  - 日本橋站、三越前站周邊 - 5187億圓（百貨店營業額4501億圓）
  - 銀座站、有楽町站周邊 - 5297億圓
  - 池袋站周邊 - 5057億圓
  - 新宿站周邊 - 9540億圓
  - 澀谷站周邊 - 3407億圓
  - 表參道 - 1904億圓
  - 吉祥寺站周邊 - 1898億圓
- 橫濱[2]
  - 橫濱站西口 - 4400億圓
  - 元町、中華街周邊 - 3974億圓
- 名古屋
  - 榮站周邊 - 4185億圓
  - 名古屋站周邊 - 2714億圓
- 京都
  - 河原町周邊 - 4847億圓
  - 京都站周邊 - 1517億圓（百貨店營業額826億圓）
- 大阪[3]
  - 大阪、梅田站周邊 - 6829億圓
  - 心齋橋站周邊 - 3344億圓
  - 天王寺、阿部野橋站周邊 - 1937億圓
- 神戶[4]
  - 中央區- 5891億圓
- 福岡
  - 天神站周邊 - 4135億圓
  - 博多站周邊、中洲周邊 - 1380億圓（百貨店營業額116億圓）

## 注脚
1. ↑  .   [2012-11-07]. （原始内容存档于2012-05-14）.
2. ↑  .   [2012-11-07]. （原始内容存档于2012-05-14）.
3. ↑  .   [2012-11-07]. （原始内容存档于2012-05-14）.
4. ↑  .   [2012-11-07]. （原始内容存档于2012-05-14）.